# مارك كرامر (رجل أعمال)
مارك كرامر (بالإنجليزية: Marc Kramer)‏ هو شخصية أعمال أمريكي، ولد في القرن العشرين.